# Alexander William Williamson
Alexander William Williamson (Londra, 1º maggio 1824 – Hindhead, 6 maggio 1904) è stato un chimico britannico.

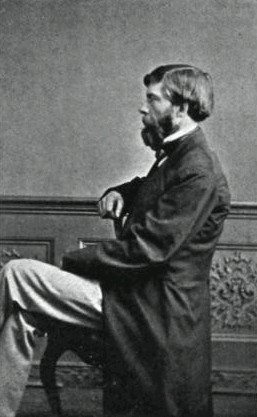
Alexander Williamson

È meglio conosciuto per la reazione di Williamson utilizzata per la sintesi degli eteri.

## Biografia
Dopo avere lavorato con Leopold Gmelin a Heidelberg, e con Justus von Liebig a Gießen, Williamson passò tre anni a Parigi per affinare gli studi in matematica. Nel 1849 Williamson fu nominato professore di chimica pratica allo University College di Londra, e dal 1855 fino al suo ritiro nel 1887 mantenne la cattedra di chimica.
Nel 1885 venne eletto membro della Royal Society, per la quale fu segretario straniero dal 1873 al 1889. Fu due volte presidente della London Chemical Society dal 1863 al 1865 e dal 1869 al 1871. Il 25 gennaio 1885 divenne Socio dell'Accademia delle Scienze di Torino.
Morì il 6 maggio 1904 a Hindhead, nella contea di Surrey.

## Attività di ricerca

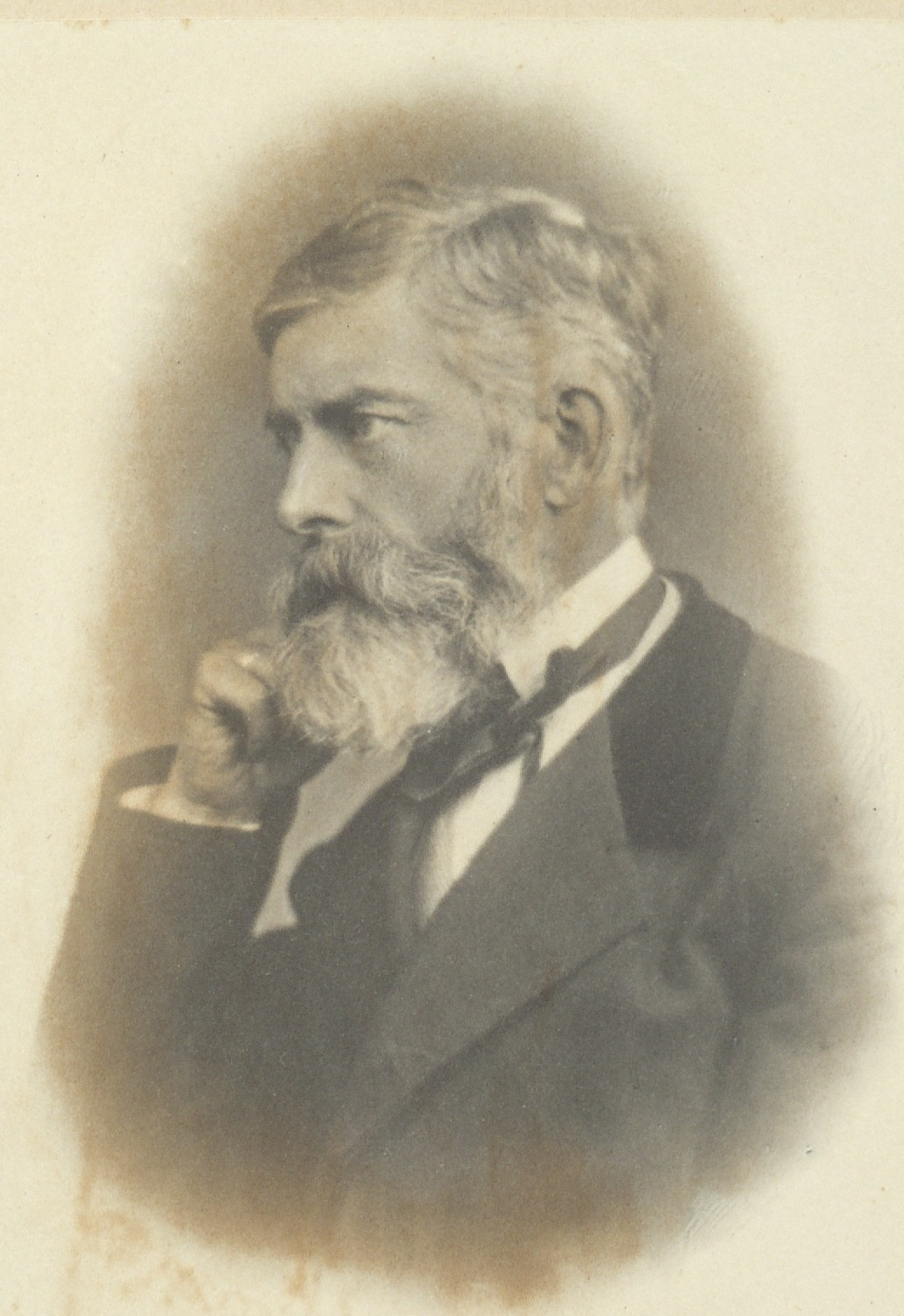
Alexander William Williamson

Williamson fu il primo a spiegare il processo di eterificazione e a delucidare la formazione degli eteri mediante l'interazione tra acido solforico e alcol, processo conosciuto come sintesi di Williamson degli eteri. Considerava gli eteri e gli alcoli come sostanze correlate con l'acqua, e successivamente introdusse una nuova classificazione delle sostanze chimiche basata sul confronto con l'acqua.
Nel 1850 suggerì che in un aggregato di molecole di qualsiasi composto esiste uno scambio costante tra gli elementi contenuti. Per esempio, nell'acido cloridrico ciascun atomo di idrogeno non resta fermo in contrapposizione con l'atomo di cloro, ma invece scambia il suo posto con altri atomi di idrogeno. Questa scoperta, in forma modificata, è stata di fondamentale importanza nella moderna teoria della dissociazione ionica. Una ipotesi piuttosto simile fu avanzata da Rudolf Clausius circa nello stesso periodo.
Per il suo lavoro sull'eterificazione, nel 1862 Williamson ricevette la medaglia Royal dalla Royal Society.

## Bibliografia

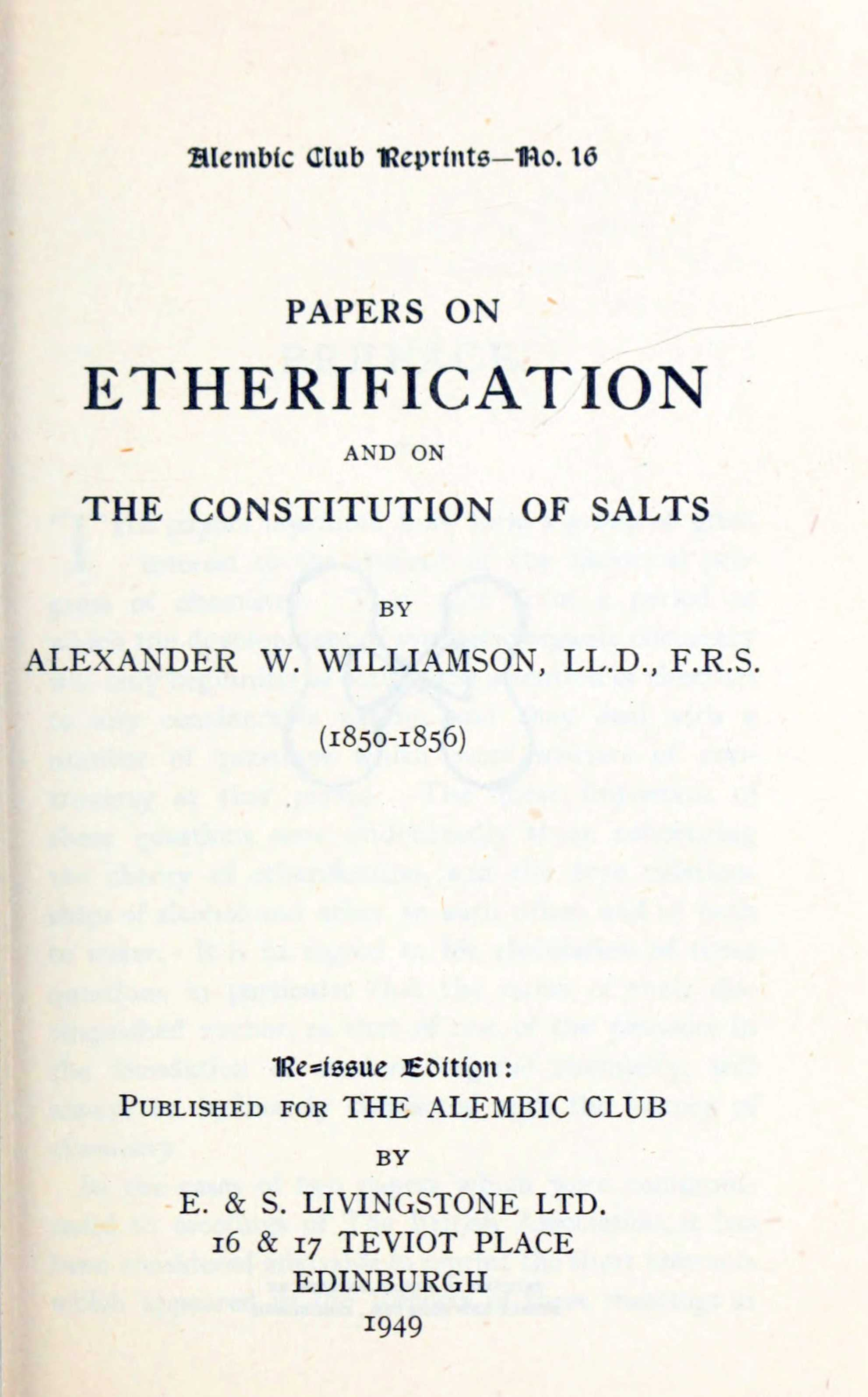
Papers on etherification and on the constitution of salts, 1949